# Marcador morfológico
Se llaman marcadores morfologicos a las características fenotípicas de fácil identificación visual tales como forma, color, tamaño o altura. Muchos de ellos se convierten en importantes «descriptores», a la hora de inscribir nuevas variedades. 
Este tipo de marcadores contribuyó significativamente al desarrollo teórico del ligamiento genético y a la construcción de las primeras versiones de mapas genéticos. Las características morfológicas controladas por un solo locus pueden ser usadas como un marcador genético si su expresión es reproducible en un amplio rango de ambientes. Aunque los marcadores morfológicos son codominantes y han sido útiles para predecir la respuesta genética a seleccionar, ellos pueden ser influenciados por el medio ambiente y por factores genéticos, como la epistasis. Por tal motivo, la descripción de tal característica sólo tiene sentido cuando está acompañada de una información de pedigree apropiadamente documentada y condiciones ambientales controladas.